# Louis Bréhier
Louis René Bréhier (* 5. August 1868 in Brest; † 13. Oktober 1951 in Reims) war ein französischer Historiker und Byzantinist. 
Er studierte Philologie und Geschichte in Paris und wurde zunächst Gymnasiallehrer in Reims. 1899 promovierte er an der Sorbonne mit der Arbeit Le schisme oriental au XIe siècle („Das orientalische Schisma im 11. Jahrhundert“). Von 1899 bis 1938 war er Professor für Alte und Mittelalterliche Geschichte an der Universität Clermont-Ferrand.
Bréhiers Interessen erstreckten sich von der spätantike und byzantinischen Zeit bis ins westliche Mittelalter. Er betätigte sich gleichermaßen auf den Gebieten der Geschichte wie auf dem der Kunstgeschichte. 
Als sein Hauptwerk gilt  Le Monde Byzantin (Die byzantinische Welt). Er übersetzte unter anderem die Anonyme Geschichte des Ersten Kreuzzugs aus dem Lateinischen ins Französische.
Er war seit 1935 Mitglied der Académie des Inscriptions et Belles-Lettres, Ehrenprofessor der Universität von Clermont-Ferrand, Offizier der Ehrenlegion, Ehrendoktor der Universität Athen (1937). Bréhier war Bruder des Philosophen Émile Bréhier (1876–1952).  Verheiratet war er mit Marthe Marguerite Émilie Lefebvre (1874–1944).

## Schriften (Auswahl)
- La Cathédrale de Reims. Une oeuvre française. Laurens, Paris 1916.
- L’art chrétien. Son développement iconographique des origines à nos jours. Laurens, Paris 1918, (Digitalisat).
- L’Art byzantin. Laurens, Paris 1924.
- als Herausgeber und Übersetzer: Histoire anonyme de la première croisade (= Les classiques de l’histoire de France au Moyen Age. 4, ISSN 0184-7082). Champion, Paris 1924.
- L’Art en France. Des invasions barbares à l’époque romane. La Renaissance du Livre, Paris 1930.
- Le Monde byzantin (= L’évolution de l’humanité. 32, ISSN 0755-1843). 3 Bände. Michel, Paris 1947–1950; 
  - Band 1: Vie et mort de Byzance. (Volltext im Internet).
  - Band 2: Les Institutions de l’Empire byzantin.
  - Band 3: La civilisation byzantine. (Volltext im Internet).